# Бугримова, Ирина Николаевна
Ири́на Никола́евна Бугри́мова (также известна под псевдонимом Буслаева; 13 марта 1910, Харьков, Российская империя — 20 февраля 2001, Москва, Россия) — советская и российская артистка цирка, дрессировщица львов, общественный деятель. Герой Социалистического Труда (1979), кавалер ордена Ленина (1979), народная артистка СССР (1969).

## Биография

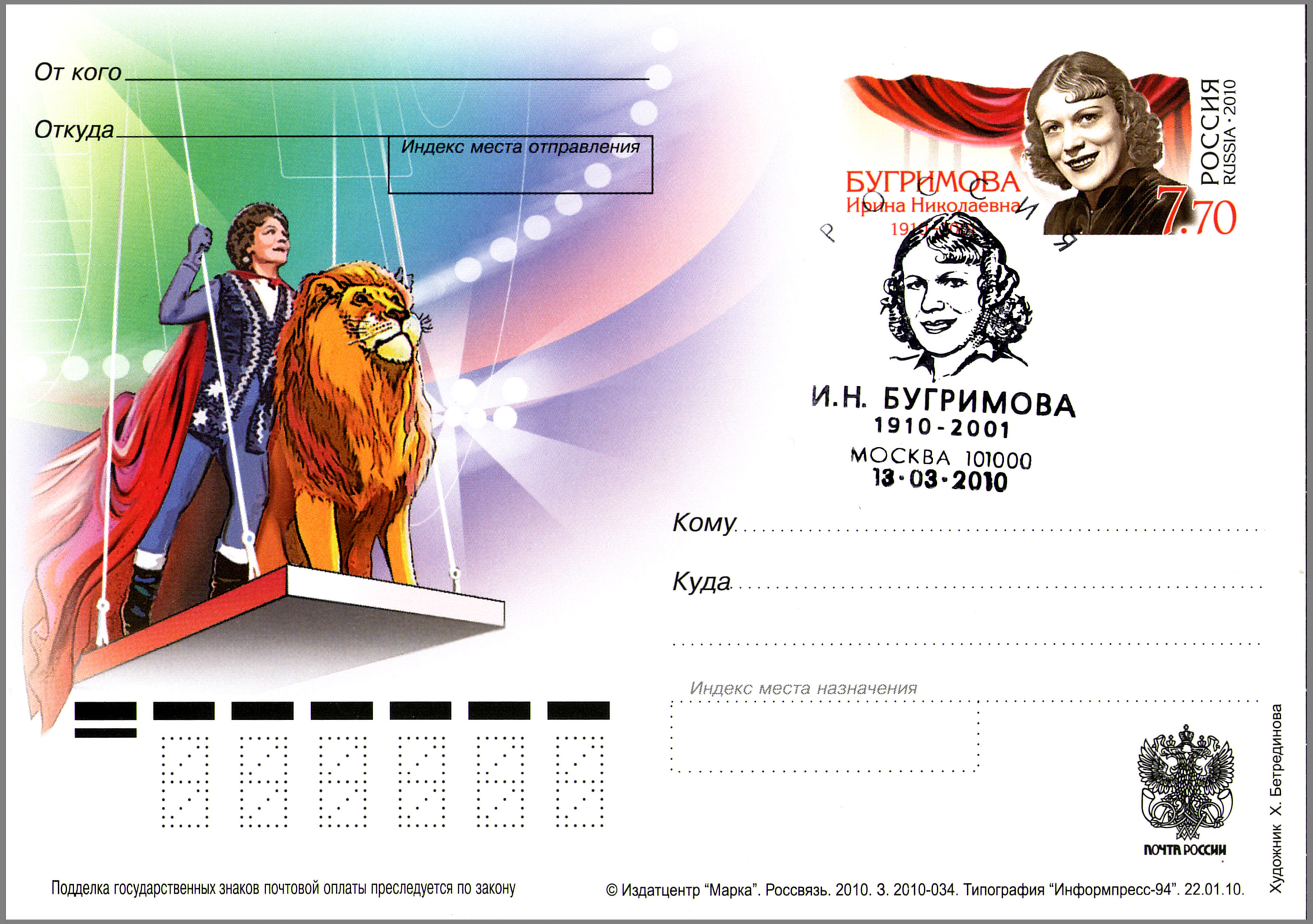
Почтовая карточка, выпущенная к столетию со дня рождения Ирины Бугримовой. Почта России, 2010 г..

Родилась 13 марта 1910 года в Харькове. Её родители отношения к цирку почти не имели: отец — профессор ветеринарии, лечил животных; мать — дворянка по рождению, получила музыкальное образование, хорошо играла на фортепиано, рисовала, увлекалась искусством фотографии.
С семи лет посещала музыкальную школу и балетную студию при Харьковской оперной антрепризе (ныне Харьковский национальный государственный академический театр оперы и балета имени Н. В. Лысенко). Позже увлеклась спортом: занималась бегом, прыжками в длину, в высоту, в воду с вышки, играла в русский хоккей, толкала ядро, метала диск и копьё, бегала на коньках, занималась мотоспортом. В 1927 году стала чемпионкой Украинской ССР в толкании ядра, а спустя год — в метании диска. Мотоспорт свёл её с мотогонщиком А. Н. Буслаевым, ставшим впоследствии её мужем. В 1926—1928 годах училась в Харьковской торгово-промышленной школе.
Артистическую деятельность в цирке начала в 1929 году в номере «Полёт на санях из-под купола цирка» совместно с мужем А. Н. Буслаевым. Номер демонстрировался до 1937 года и пользовался большим успехом, но Бугримова не любила его. Одновременно с выступлениями готовила номер «Высшая школа верховой езды». Спустя некоторое время в её репертуаре появился номер с участием львов.
После войны расстаётся с А. Н. Буслаевым и делает собственную карьеру. С 1946 по 1976 год дрессировала львов. Член КПСС с 1951 года.
К дрессуре львов пришла не случайно. Ещё в 1937 году у неё состоялся разговор с управляющим Всероссийского гастрольно-концертного объединения (ВГКО) А. М. Данкманом, который хотел видеть на арене цирка женщину-дрессировщицу. И. Бугримова согласилась и взялась сделать номер с леопардами, которые были куплены специально для этого. Однако, поработав с леопардами, поняла, что лучше делать номер со львами — истинными «царями зверей». Ей пошли навстречу и подарили трёх львят, которых назвала Гай, Юлий и Цезарь. Поскольку разработанных методов дрессуры львов не было известно, молодая дрессировщица вынуждена была двигаться вперёд на ощупь, методом проб и ошибок, доверяя собственной интуиции.
Именно Бугримова, а не известная артистка цирка Маргарита Назарова являлась первой в СССР женщиной-дрессировщиком.
С искусством дрессировки И. Бугримовой были знакомы зрители всего мира. Гастролировала в Иране, Польше, Чехословакии, Болгарии, ГДР, Мексике, Японии. В каждом своём выступлении показывала не набор трюков, а маленький спектакль. Её львы выполняли невероятные по сложности номера: ходили по канату, вместе с укротительницей качались на качелях под куполом цирка. Большой успех у зрителей имели такие номера, как «Лев в воздухе», «Лев на мотоцикле», «Кресло смерти», «Лев на проволоке», «Прыжки через огненное кольцо», «Ковёр» и многие другие.
В её группе животных было около 80 львов, восемь лошадей, 12 собак.
В 1976 году во время гастролей во Львове львы неожиданно взбунтовались и напали на И. Бугримову прямо на арене. Помощники отбили её от хищников, но после этого происшествия 66-летняя дрессировщица решила прекратить выступления.
С 1976 года перестала выступать на арене, но продолжала вести активную общественную жизнь: была председателем Совета ветеранов Российской государственной цирковой компании, членом президиума Центрального дома работников искусств, Общества защиты животных.
В 2000 году в фойе Большого Московского цирка на проспекте Вернадского (БМГЦ) была заложена Аллея звёзд российского цирка — и первой «взошла» звезда с надписью: «Народная артистка СССР, Герой Социалистического Труда Ирина Бугримова». В тот же день прославленная дрессировщица отпраздновала 90-летний юбилей в Центральном доме работников искусств.
Скончалась на 91-м году жизни от сердечного приступа 20 февраля 2001 года в Москве. Похоронена на Троекуровском кладбище.

## Семья
- Первый муж (1931—1947) — Александр Николаевич Буслаев (1894–1976), цирковой артист, мотогонщик, дрессировщик львов, народный артист РСФСР (1963).
- Второй муж — Константин Аркадьевич Пармакян (1910—2001), цирковой акробат[источник не указан 740 дней].

## Фильмография
- 1975 — Соло для слона с оркестром — эпизод (аттракцион «Львы»)

## Звания и награды

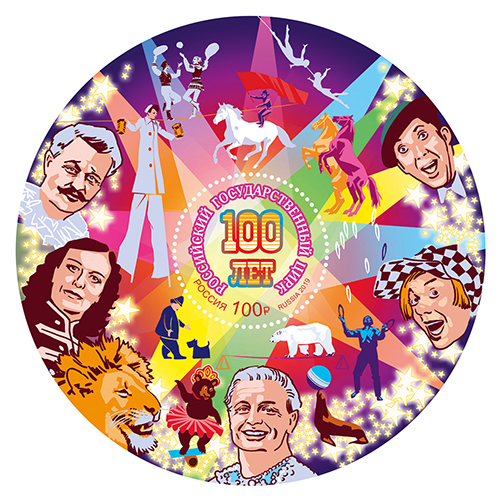
Ирина Бугримова (портрет слева второй сверху) на почтовом блоке России 2019 года, посвящённом 100-летию Российского государственного цирка

- Герой Социалистического Труда (20.12.1979)
- Заслуженная артистка РСФСР (21.11.1942)
- Народная артистка РСФСР (15.10.1958)
- Народная артистка СССР (30.09.1969)
- Орден «За заслуги перед Отечеством» III степени (2000) — за выдающийся вклад в развитие циркового искусства[14]
- Орден «За заслуги перед Отечеством» IV степени (1994) — за заслуги перед народом, связанные с развитием российской государственности, достижениями в труде, науке, культуре, искусстве, укреплением дружбы и сотрудничества между народами[15]
- Орден Ленина (1979)
- Орден Трудового Красного Знамени (1967)
- Орден Дружбы народов (1990) — за заслуги в развитии и пропаганде советского циркового искусства[16]
- Орден «Знак Почёта» (1939)[4]
- Медали[источник не указан 741 день]

## Память
- В Харькове именем дрессировщицы названа площадь перед новым цирком — бывшая Воскресенская. В 2010 году на площади планировалось установить комплекс бронзовых фигур, среди которых должна была быть представлена и И. Бугримова с животными[17]. На начало 2015 года проект ещё не реализован.
- Мемориальная доска Бугримовой находится на стене дома 1/15 по Котельнической набережной. Скульпторы Дарья Успенская и Виталий Шанов изобразили на барельефе Бугримову со львом[18][19][20].

## Киновоплощения
- В телесериале 2008 года «Галина» роль Бугримовой сыграла актриса Людмила Дребнёва.